# Aardbeikikker
De aardbeikikker (Oophaga pumilio) is een kleine giftige kikker uit de familie pijlgifkikkers (Dendrobatidae). De soort werd voor het eerst wetenschappelijk beschreven door Karl Patterson Schmidt in 1857. Oorspronkelijk werd de wetenschappelijke naam Dendrobates pumilio gebruikt. De soort behoorde lange tijd tot het geslacht Dendrobates.

## Uiterlijke kenmerken
De aardbeikikker is meestal makkelijk te herkennen aan de rode voorzijde die ongeveer twee derde uitmaakt en de donkerblauwe achterzijde. Ook is de lengte niet groter dan 3 centimeter en daaraan is de wetenschappelijke soortnaam te danken, want pumilus betekent dwerg. Lang niet alle exemplaren hebben echter de rood-blauwe kleurencombinatie; geheel blauwe, gele en groene kleuren komen ook voor, soms in combinatie met zwarte vlekken of strepen. Ook zijn er andere soorten die gemakkelijk verward kunnen worden met de aardbeikikker, waardoor determinatie met het blote oog niet altijd mogelijk is. Over sommige ondersoorten bestaat dan ook discussie.
Uit onderzoek aan de universiteit van Leiden werd duidelijk dat de kleur van de aardbeikikker niet alleen is ter afschrikking van predatoren, maar dat vrouwtjes ook een voorkeur hebben voor feller gekleurde mannetjes. Dit is zodanig, dat er zelfs seksuele dimorfie door kan ontstaan in een populatie.
De huid van de aardbeikikker bevat zogenaamde pumiliotoxines, een groep van aanverwante giftige verbindingen.

## Levenswijze
Het voedsel van deze volledig terrestrische kikkers bestaat uit kleine diertjes zoals mieren, kevertjes, luizen en mijten. Het gif dat in de prooien zit wordt door de kikkers 'hergebruikt', en naar de huid getransporteerd waar ze het voor de eigen verdediging gebruiken.

## Voortplanting
Net zoals alle Oophaga- soorten kent de aardbeikikker een speciale vorm van broedzorg. Nadat een koppeltje elkaar na een kort paringsritueel gevonden heeft, wordt er naar ei-afzetplaatsen gezocht, waarna er eitjes worden gelegd op een tak tussen de bladeren of mos die door de mannetjes bewaakt en verzorgd worden. Nadat de kikkervisjes zijn uitgekomen, nemen de vrouwtjes ze op de rug en brengen ze naar een ander water, meestal in waterreservoirs in planten (Phytotelma), zoals de kelkvormige Bromelia- soorten of bladoksels. Omdat er in dit soort watertjes geen voedsel is, worden de larven gevoerd met zogenaamde voedseleitjes, eitjes die enkel dienen om het nageslacht groot te brengen.
In juli 2005 slaagde de ZOO Antwerpen erin om aardbeikikkers zich in gevangenschap te laten voortplanten, iets wat voorheen nog niet was gelukt. Sinds 2004 houdt men in Diergaarde Blijdorp in Rotterdam aardbeikikkers. In 2011 werden daar de eerste drie aardbeikikkers geboren.

## Verspreiding
De aardbeikikker komt voor in delen van Midden-Amerika en komt voor in de landen Nicaragua, Panama en Costa Rica. Het biotoop bestaat uit dichtbegroeide regenwouden waar het erg warm en vochtig is, met veel bemoste takken en een voedselrijke strooisellaag. Deze strooisellaag bevindt zich niet alleen op de bodem, maar ook op brede takken van grote bomen.